# Parc de Runeberg
Le parc de Runeberg (finnois : Runeberginpuisto) est un parc de Turku en Finlande,.

## Présentation
Runeberginpuisto est situé juste à côté de l'Aurajoki, sur le tronçon entre les ponts Kirjastosilta et Auransilta, entre Hämeenkatu et Itäinen rantakatu.
Le parc est nommé en l'honneur de Johan Ludvig Runeberg.
La construction du parc a commencé en 1834 et après son achèvement a été nommé Tullihuoneentori d'après la douane située à proximité. 
Le parc a également été nommé parc Keittohuone en raison de la cuisine commune des marins située sous la terrasse en pierre. 
En 1929, la cuisine a été transformée en sous-station pour le service public d'électricité et le parc a été surélevé.
Peu avant cela, en 1928, la statue de Lilja (fi) sculptée par Wäinö Aaltonen avait été érigée dans le parc.
La statue est associée à la fête de Vappu du 1er mai qui s'est poursuivie sans interruption depuis 1945, le Liljan lakitus. 
La fête est traditionnellement organisée par des étudiants en médecine dentaire de l'Université de Turku.
Dans les années 1960, une grotte a été construite à l'extrémité sud-ouest du transformateur électrique, où ont été placés des toilettes, un kiosque et un entrepôt pour l'installation sanitaire. 
L'actuelle galerie d'art Titanic y a ouvert ses portes en 1998.
En 2008, d'importantes améliorations ont été apportées au parc, par exemple le mur de soutènement du parc a été réparé en raison de risque d'effondrement.
Le parc A conservé son apparence des années 1920.